# Pensionato politico
Un pensionato politico (in inglese: political pensioner) è una persona che riceve da uno stato una pensione in virtù del ruolo, in genere politico, esercitato. La persona deve essersi ritirata a vita privata e non deve essere più in servizio attivo per ricevere una pensione politica.

## Storia
Le prime normative in materia di pensione politica vennero emesse nel Regno Unito nel 1869 quando venne approvato il Political Offices Pension Act 1869 con il quale vennero espresse tre tipologie di pensioni concedibili a coloro che avevano esercitato un ruolo politico più o meno rilevante da parte del governo. Tale innovazione andava a sostituire pensioni precedenti che venivano elargite in forma di donazione personale direttamente dai sovrani, facendone quindi un riconoscimento da parte dello stato.
L'entità della pensione concessa dal governo era relativa agli anni di servizio prestati (e quindi alla loro continuità) e alla tipologia dell'incarico ricoperto. La pensione era intesa a vita, era cumulabile ad altri benefici e non terminava di essere concessa che con la morte dell'insignito o qualora questi se ne fosse reso indegno.
Uno dei casi più emblematici della storia fu indubbiamente quello di Napoleone Bonaparte che venne "pensionato" sull'Isola d'Elba dal governo inglese dopo la caduta del primo impero francese, con propri possedimenti personali, una propria corte e una pensione che riceveva da parte del governo inglese per mantenersi e mantenere le persone alle proprie dipendenze. Tale sussidio si interruppe quando Napoleone sbarcò in Francia per il governo dei Cento Giorni e non gli venne più concesso quando venne infine esiliato dallo stesso governo britannico all'Isola di Sant'Elena.
Sempre in ambito britannico, i sovrani degli stati principeschi dell'India che erano stati detronizzati in quanto i loro stati erano stati annessi all'India britannica sulla base della dottrina della decadenza, ricevevano a vita una pensione da parte del governo britannico.